# Aníbal Zañartu
Aníbal Zañartu Zañartu (Concepción, 1847 – Tomé, 1 de fevereiro de 1902) foi um político chileno. Formado em Direito pela Universidade do Chile, ocupou o cargo de presidente de seu país entre 12 de julho de 1901 e 18 de setembro de 1901.